# Carrières de Bibémus
Pour les articles homonymes, voir Carrière.

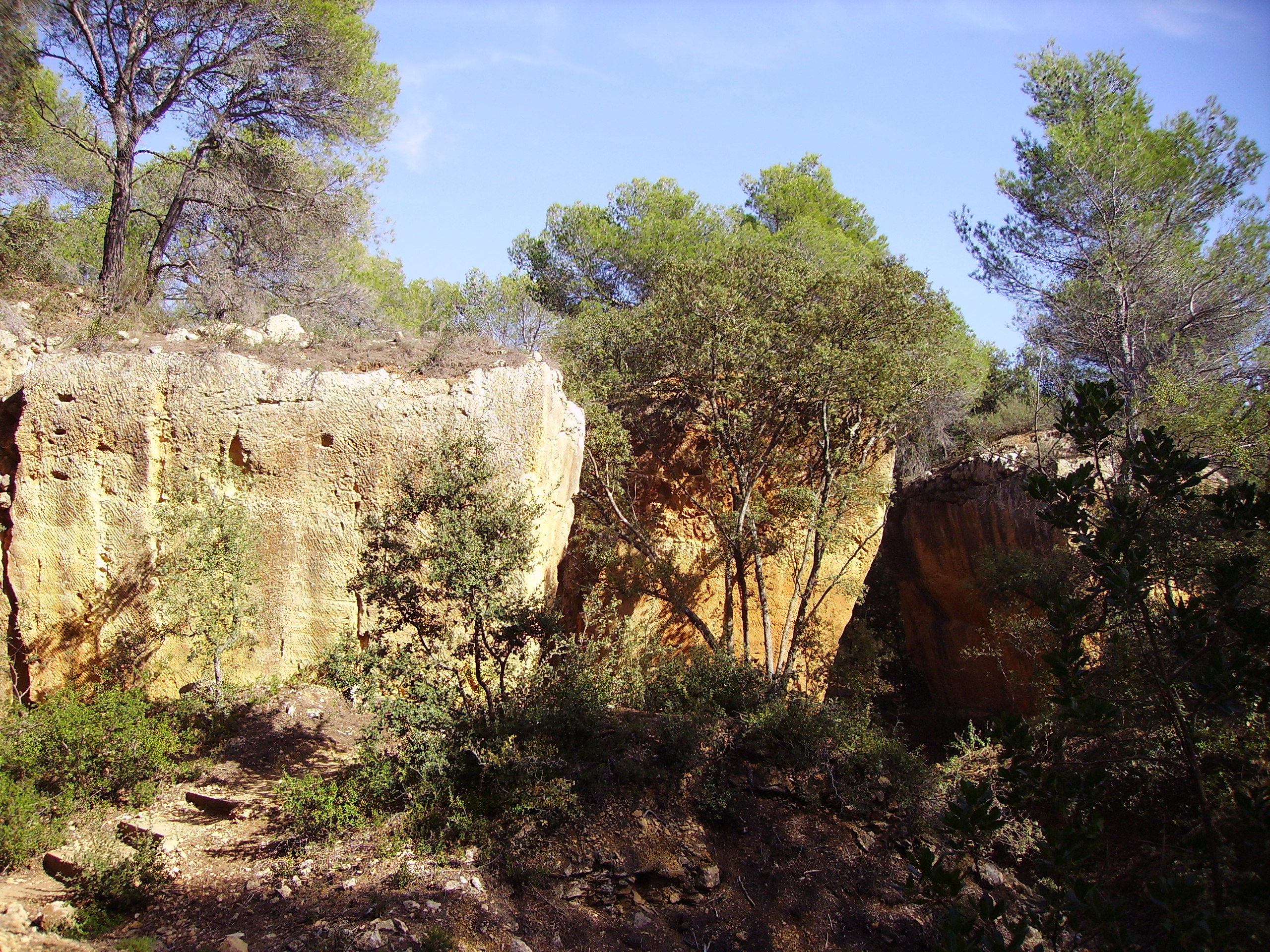
Les carrières de Bibémus.

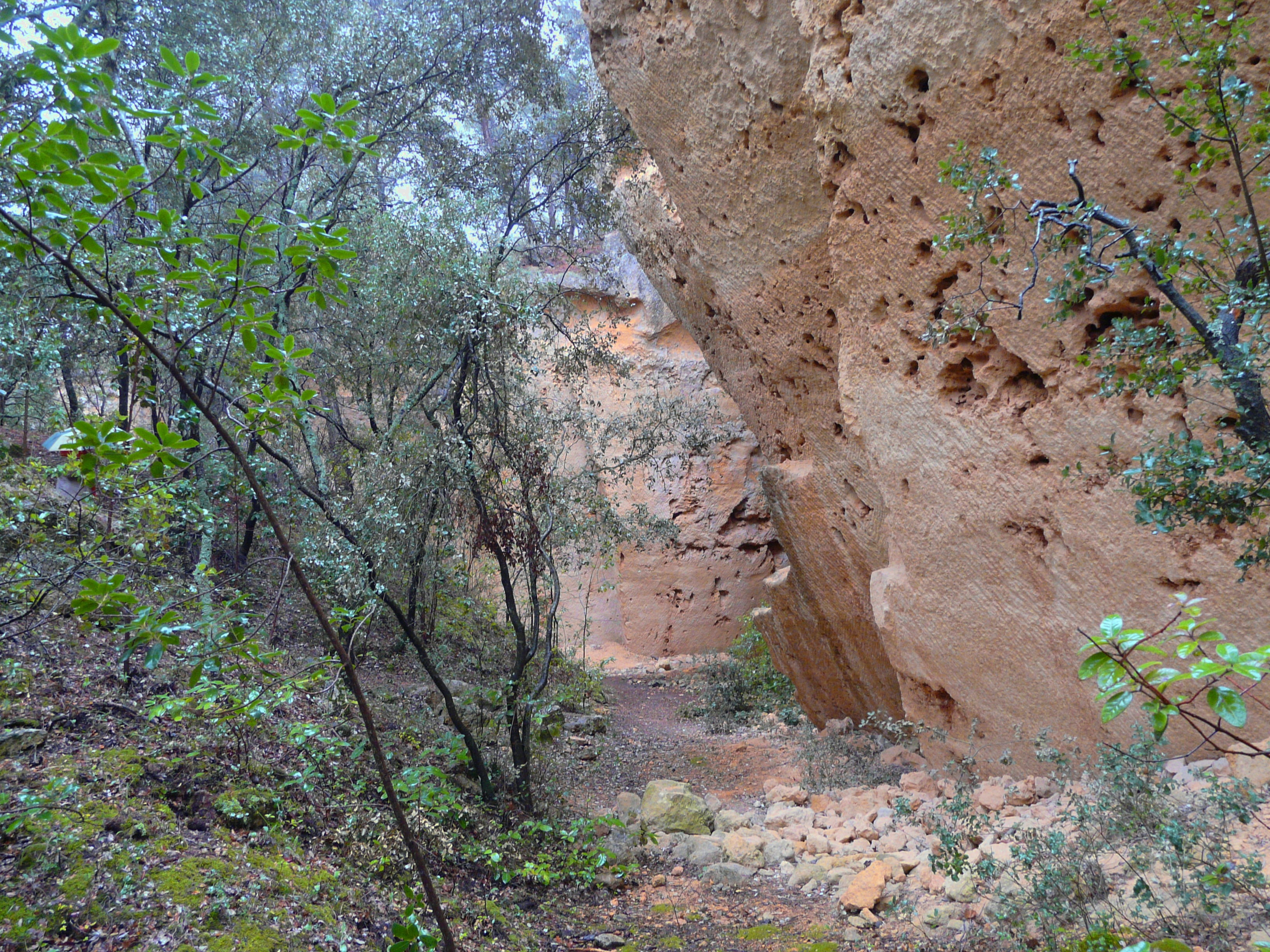

Les carrières de Bibémus sont d'anciennes carrières d'extraction de blocs de pierre à ciel ouvert, à 5 km à l'est d'Aix-en-Provence, où étaient extraites, de l'antiquité romaine jusqu'au XIXe siècle, des pierres caractéristiques (ou molasse) dites « de Bibémus », pour la construction de nombreux bâtiments de la ville. Les carrières, d'une superficie de 7 hectares, seront abandonnées à la fin du XIXe siècle.
Le peintre aixois Paul Cézanne y a peint une partie de son œuvre entre 1895 à 1904. Un espace  muséographique lui est ici consacré, autour de son cabanon, le cabanon de Cézanne des carrières de Bibémus. Il a été aménagé en 2006 par la municipalité d'Aix pour la célébration du centenaire de sa disparition,.

## Histoire
La pierre de Bibémus, de couleur ocre jaune lumineux, aussi appelée molasse, doit son existence à la présence d'une mer ancienne dans laquelle des sédiments se sont accumulés. La pierre est toutefois de qualité médiocre en raison des fissures et des poches de sable qu'elle affiche.

Quelques vues des carrières de Bibémus
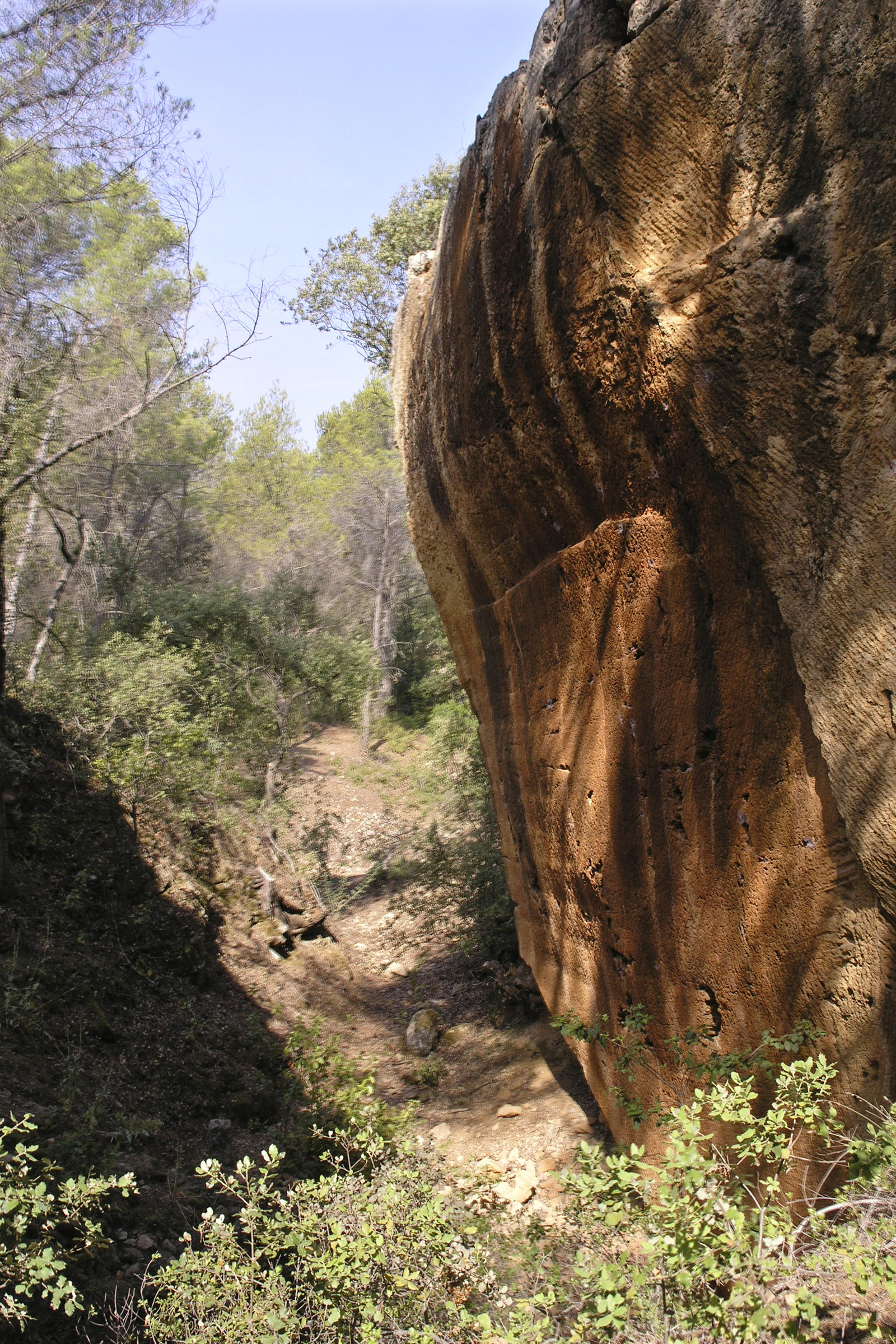
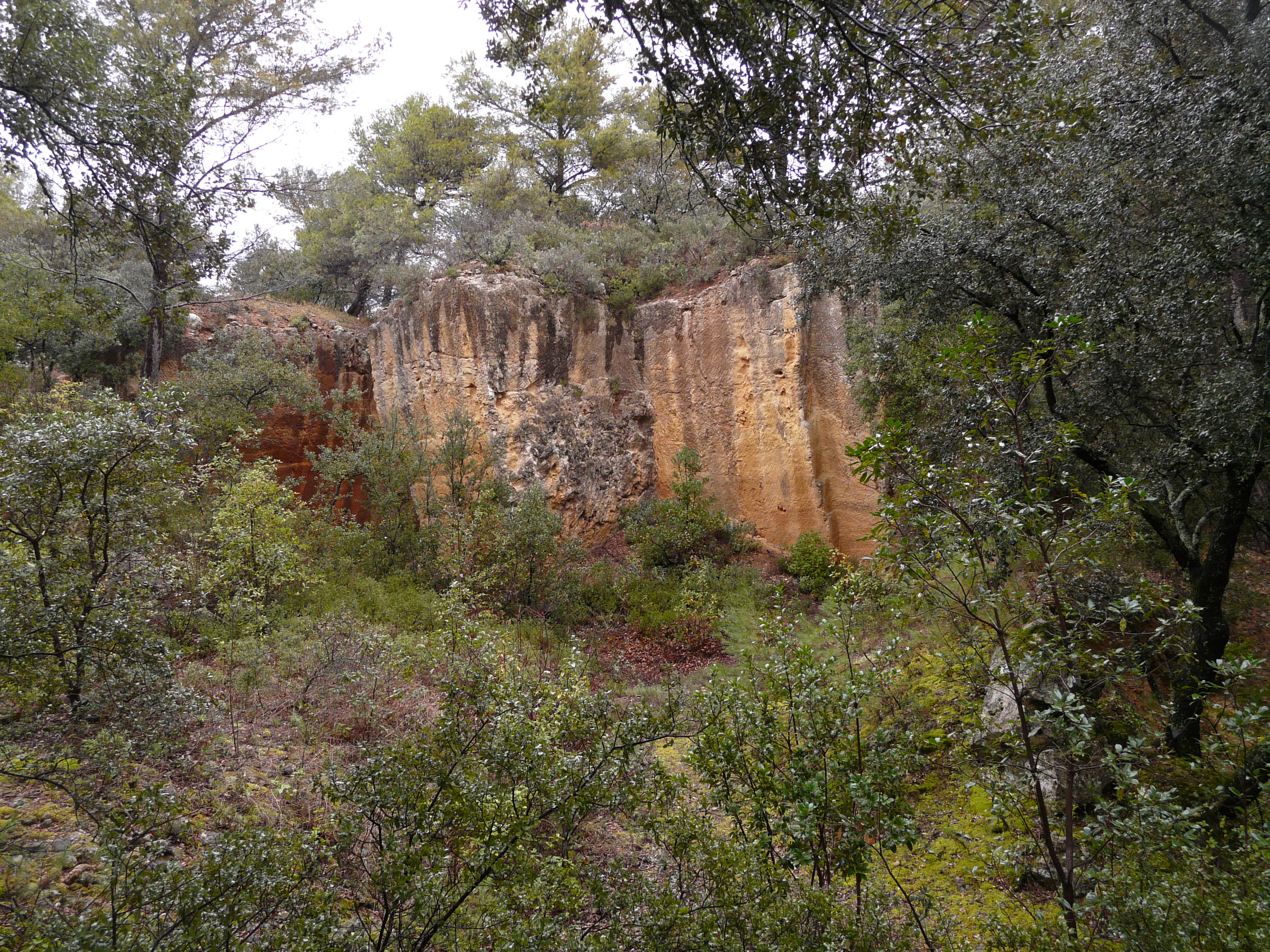
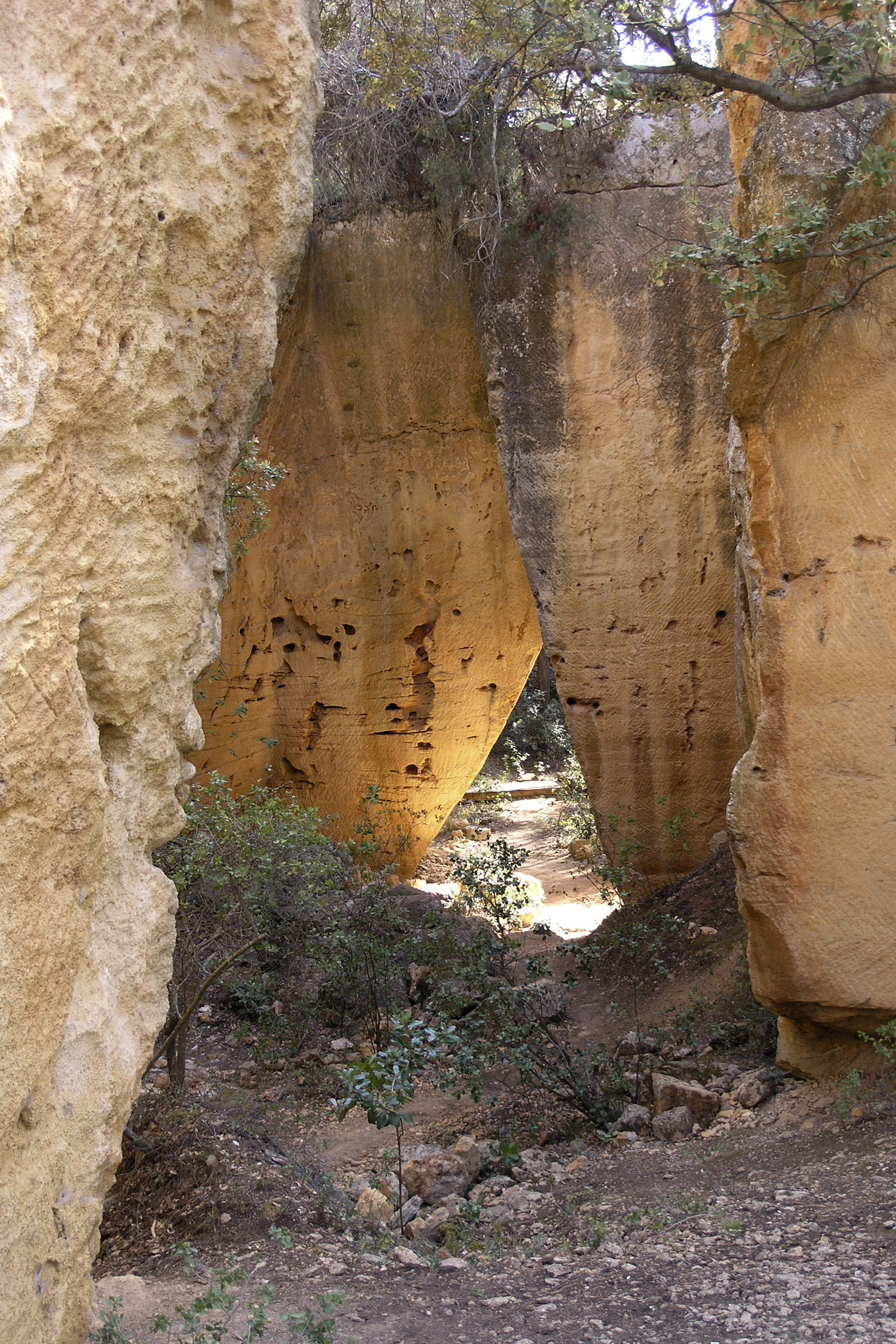
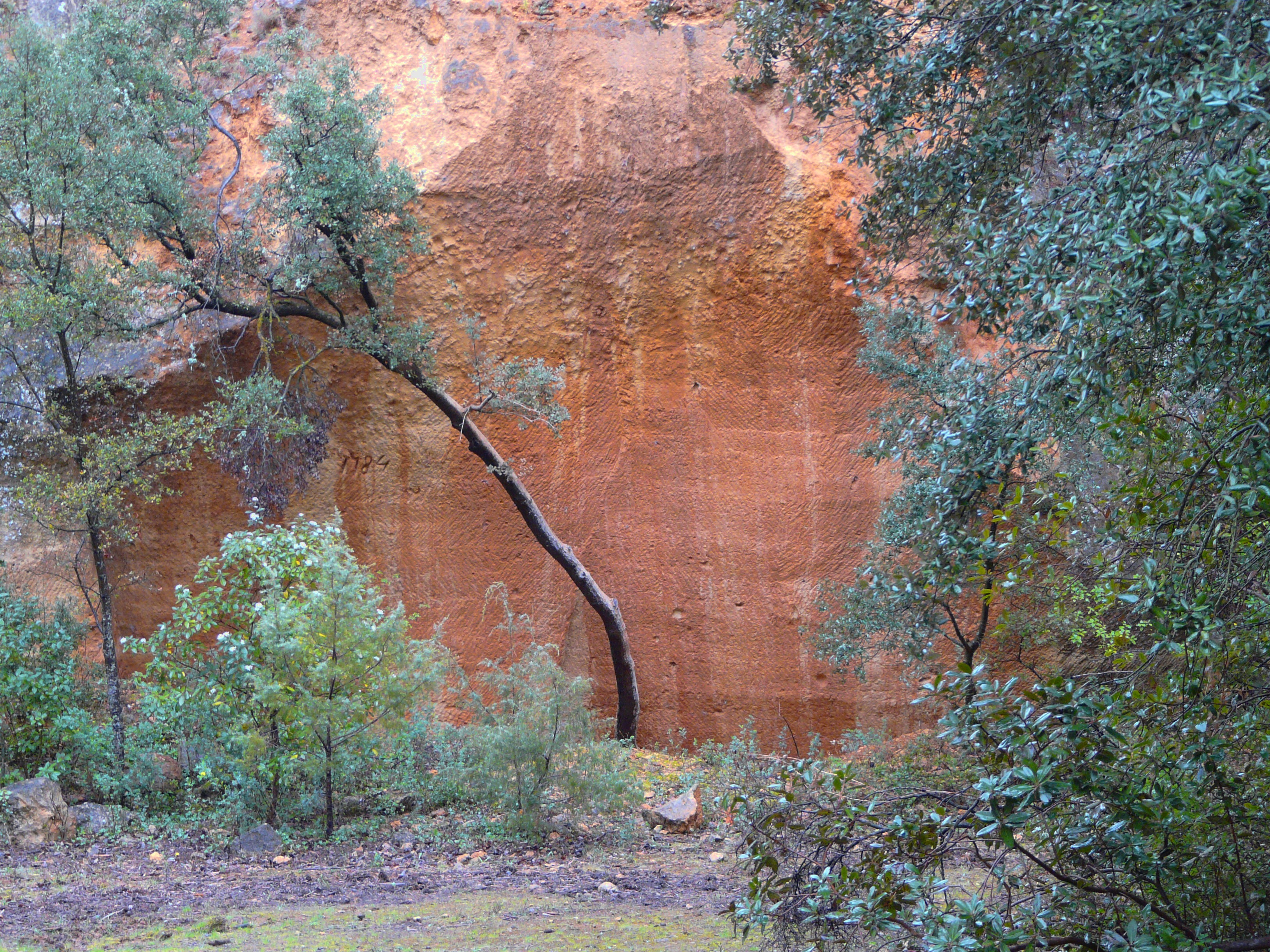
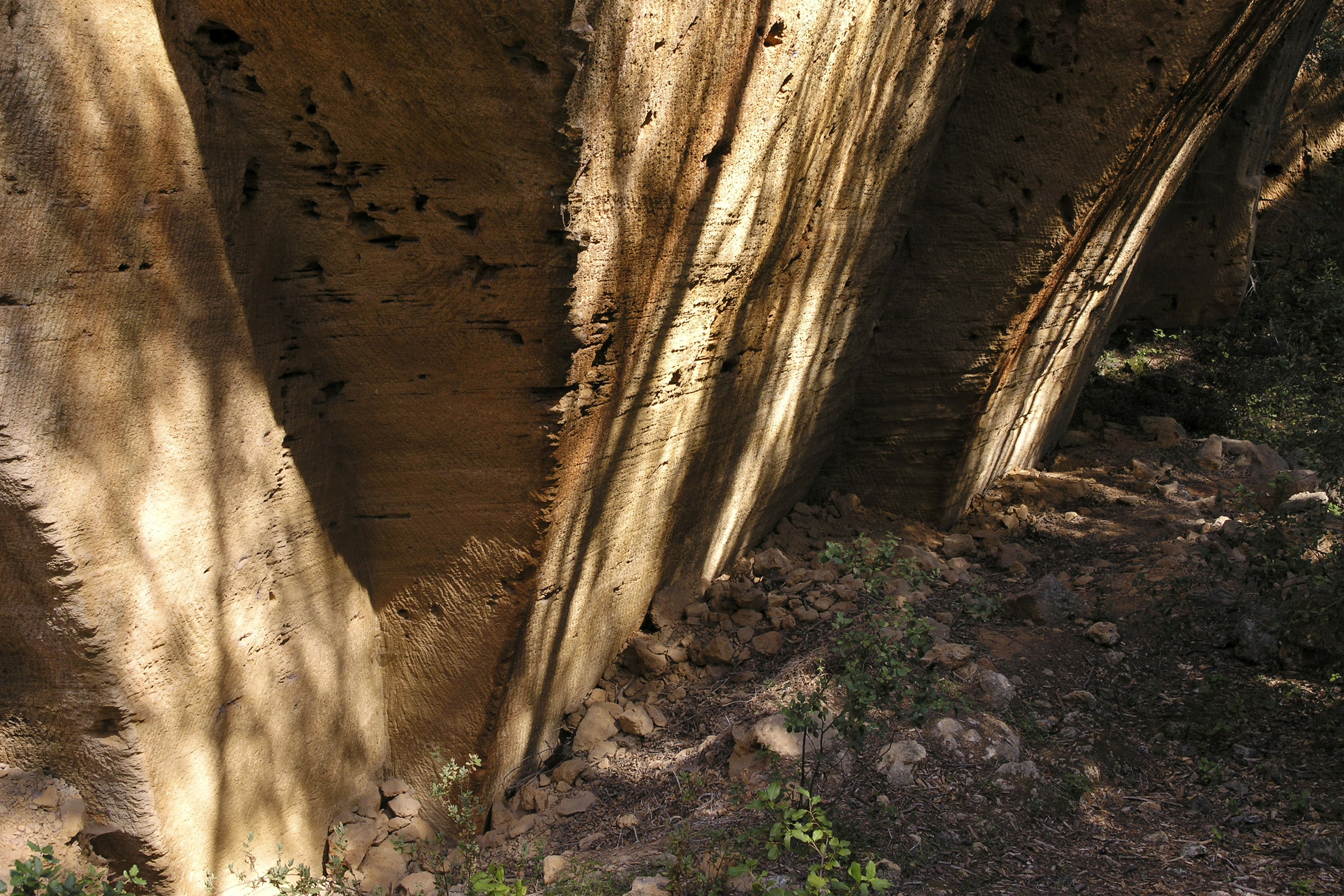
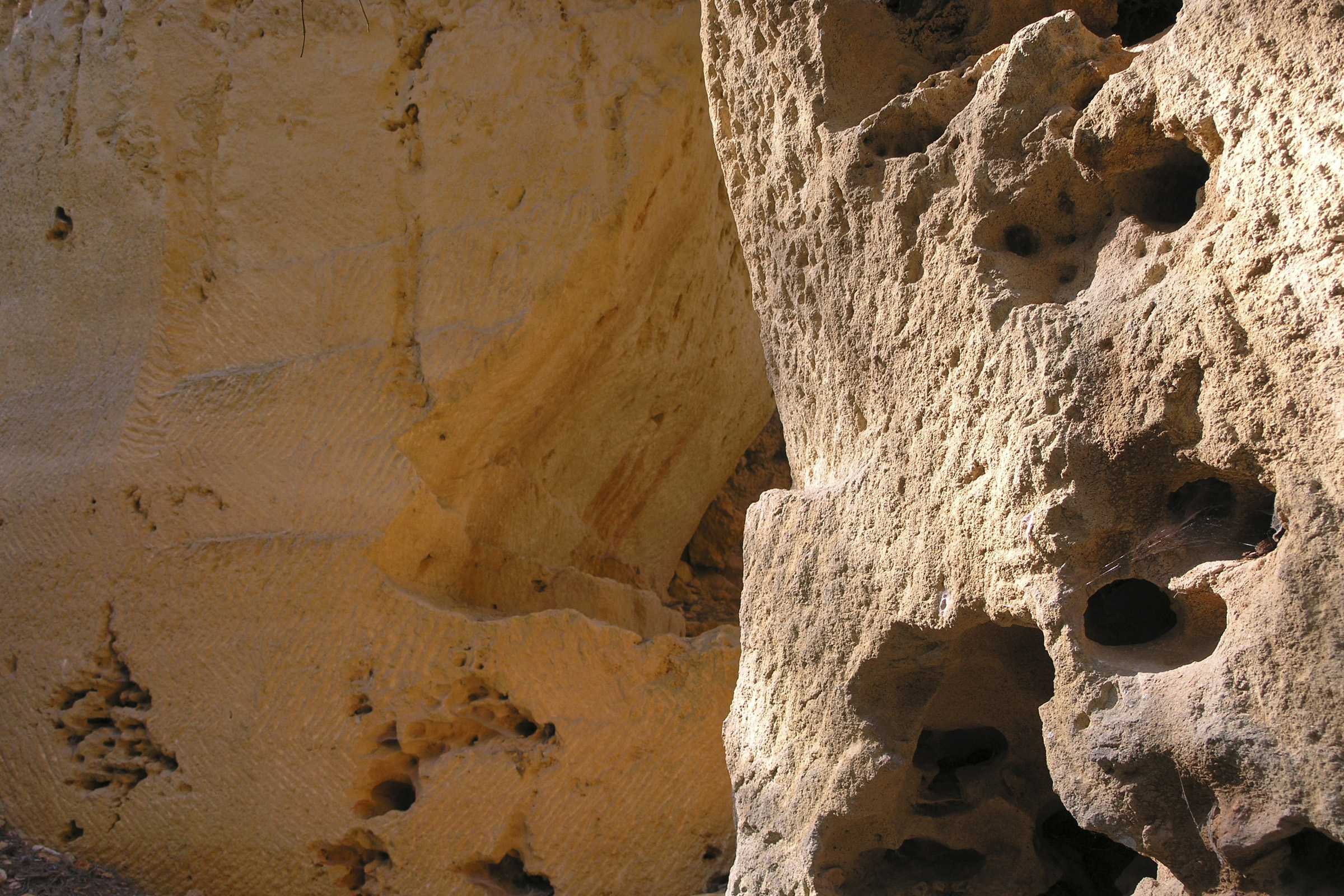

Bibémus a été occupé depuis le Premier âge du fer au moins, comme en témoigne l'ensemble funéraire composé d'une hachette de cuivre, d'une épée et de bracelets de bronze, datés de -700 à -550 environ, qui y a été découvert.
Le site est exploité dès l'époque romaine, période à laquelle la ville d'Aix-en-Provence, sous le nom d'Aquae Sextiae, a vu le jour. 
L'extraction de la molasse est florissante au XVIIe et XVIIIe siècles en raison de l'explosion démographique de la ville et notamment de la création du quartier Mazarin par le cardinal archevêque d'Aix Michel Mazarin. On taille et on sculpte la pierre et, si celle-ci est abîmée, on la recouvre d'un enduit qui permet d'épouser les moulures et les motifs architecturaux. L'exploitation périclite lentement au XIXe siècle, au profit de la pierre de Rognes et les carrières de Bibémus ferment en 1885.

### Méthodes d'extraction
Les méthodes d'extraction de la molasse à Bibémus par les Romains sont très inspirées des techniques employées à Carthage à la même époque. On creuse des escaliers le long des parois pour accéder aux parties à extraire. Les blocs sont ensuite débités grâce à des pics qui font des sillons de six à huit centimètres de large. Certains sillons sont encore visibles sur des parois. Une fois les blocs extraits, on les transporte à l'aide de chars à bœufs depuis la route de Vauvenargues jusqu'au quartier des Trois-Bons-Dieux, qui sert de dépôt au XIXe siècle. On voit encore les traces des ornières sur le chemin qui y descend. Au vu du cadastre, il apparaît que les carrières appartiennent à plusieurs propriétaires, parfois jusqu'à 30. Ceux-ci font sans doute appel à l'entreprise d'exploitation en fonction de leurs besoins. C'est sans doute pour cette raison que les carrières n'ont jamais été exploitées de façon uniforme.

### Arrêt de l'exploitation
L'arrêt de l'exploitation des carrières de Bibémus peut s'expliquer de plusieurs manières. Tout d'abord, la fin de l'exploitation coïncide avec l'usage de plus en plus fréquent de la pierre de Rognes, de bien meilleure qualité : plus lisse et moins friable. La notoriété de la pierre de Rognes ne s'est d'ailleurs pas démentie, puisque l'expression en est venue à désigner l'ensemble des molasses, celles de Bibémus comprises. En outre, la pierre de Bibémus présente des trous, des fissures et des poches de sable, alors que la pierre de Rognes en est exempte. C'est pour cette raison que vers 1885, les carrières de Bibémus ont cessé de fonctionner. Elles étaient en tout cas totalement désertées lorsque le peintre impressionniste Paul Cézanne, né à Aix-en-Provence en 1839, venait y peindre, dans les années 1890 et 1900, puisqu'il y recherchait la quiétude que l'activité normale des carrières n'aurait pu lui offrir.
Vers 1945 la reprise de l'exploitation des carrières de Bibémus a été tentée par l'architecte Huot, propriétaire du site, qui souhaitait débiter les blocs à l'aide de dynamite et pulvériser la roche en sable. Mais la pierre étant, comme 60 ans plus tôt, considérée de mauvaise qualité, l'entreprise cesse rapidement son activité à Bibémus.

## Paul Cézanne

### Le cabanon de Paul Cézanne

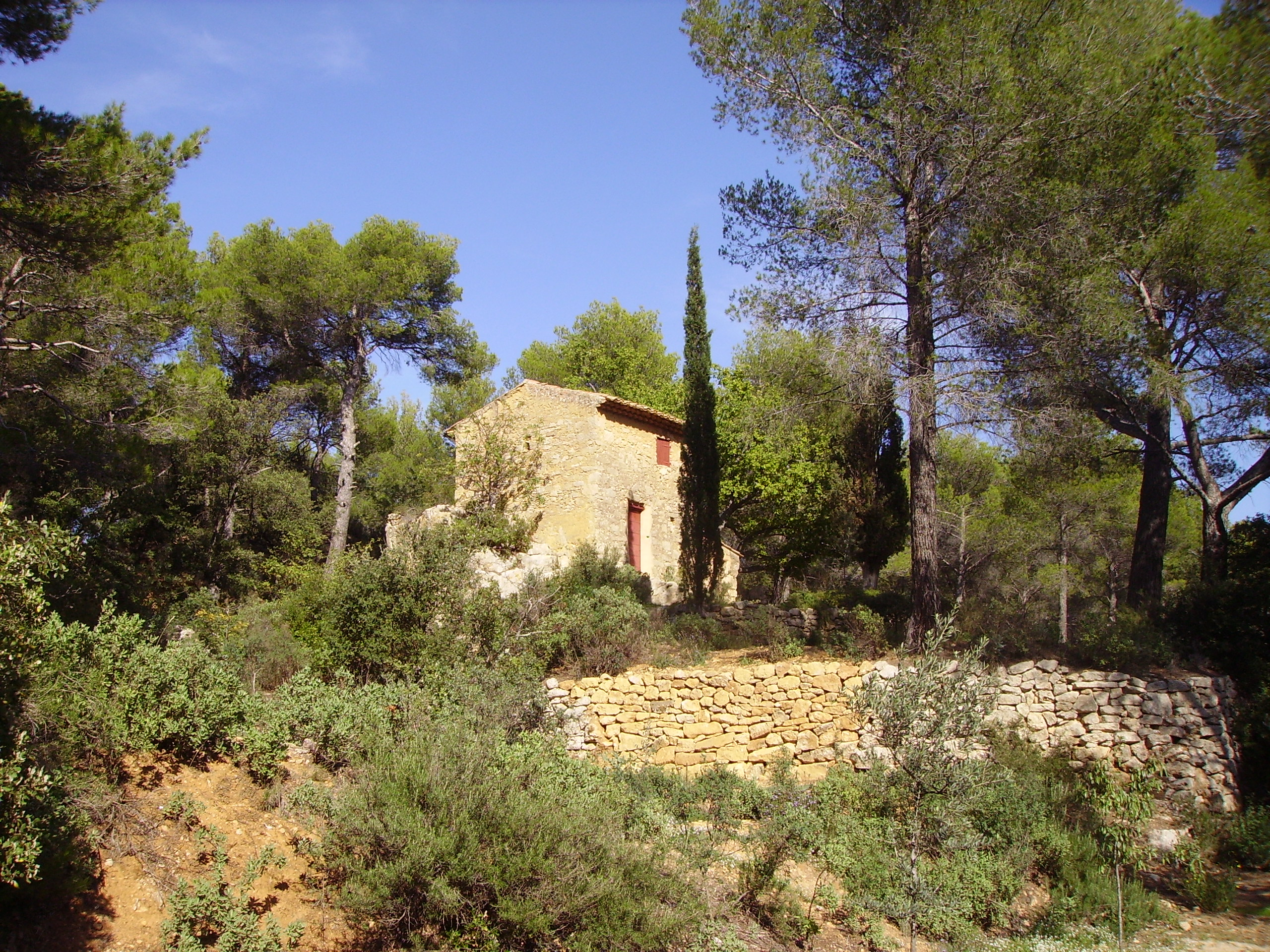
Cabanon de Cézanne des carrières de Bibémus

Paul Cézanne avait pour habitude de se rendre régulièrement à la montagne Sainte-Victoire y peindre sur le motif. Dès novembre 1895, il loue un cabanon à Bibémus (cabanon de Cézanne des carrières de Bibémus) afin d'y entreposer son matériel de peinture et ses toiles et où il passe une bonne partie de son temps, voire de ses nuits,, jusqu'en 1904.

Cabanon de Cézanne des carrières de Bibémus
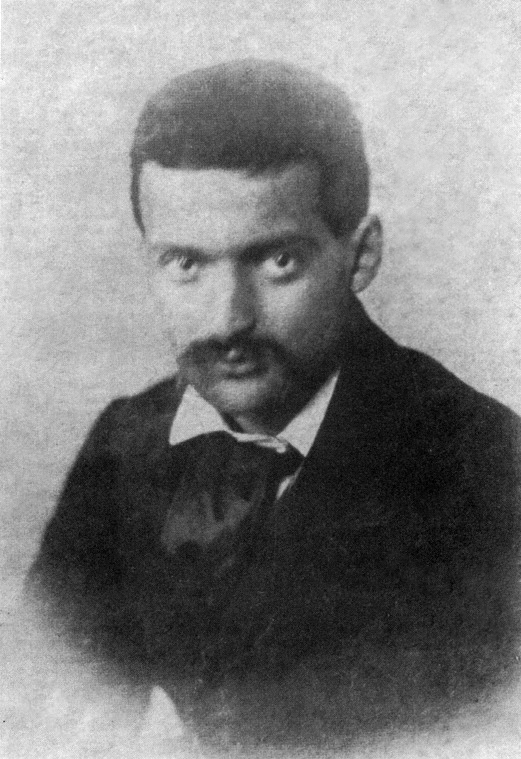
Paul Cézanne
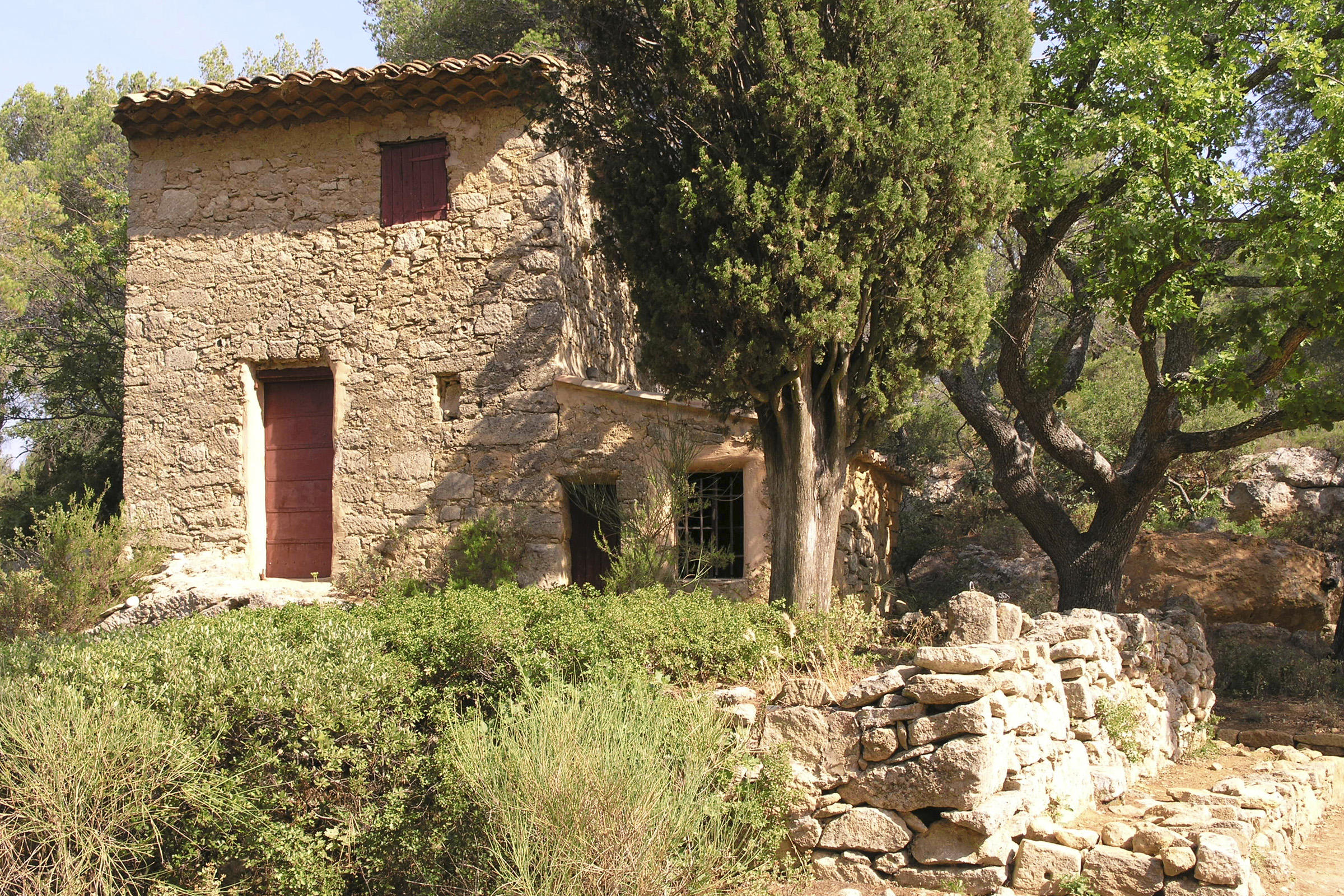

Les rochers aux formes et aux couleurs si particulières et spectaculaires, ont inspiré le peintre dans un mouvement qui annonçait le cubisme.

Quelques œuvres de Cézanne, inspirées des lieux
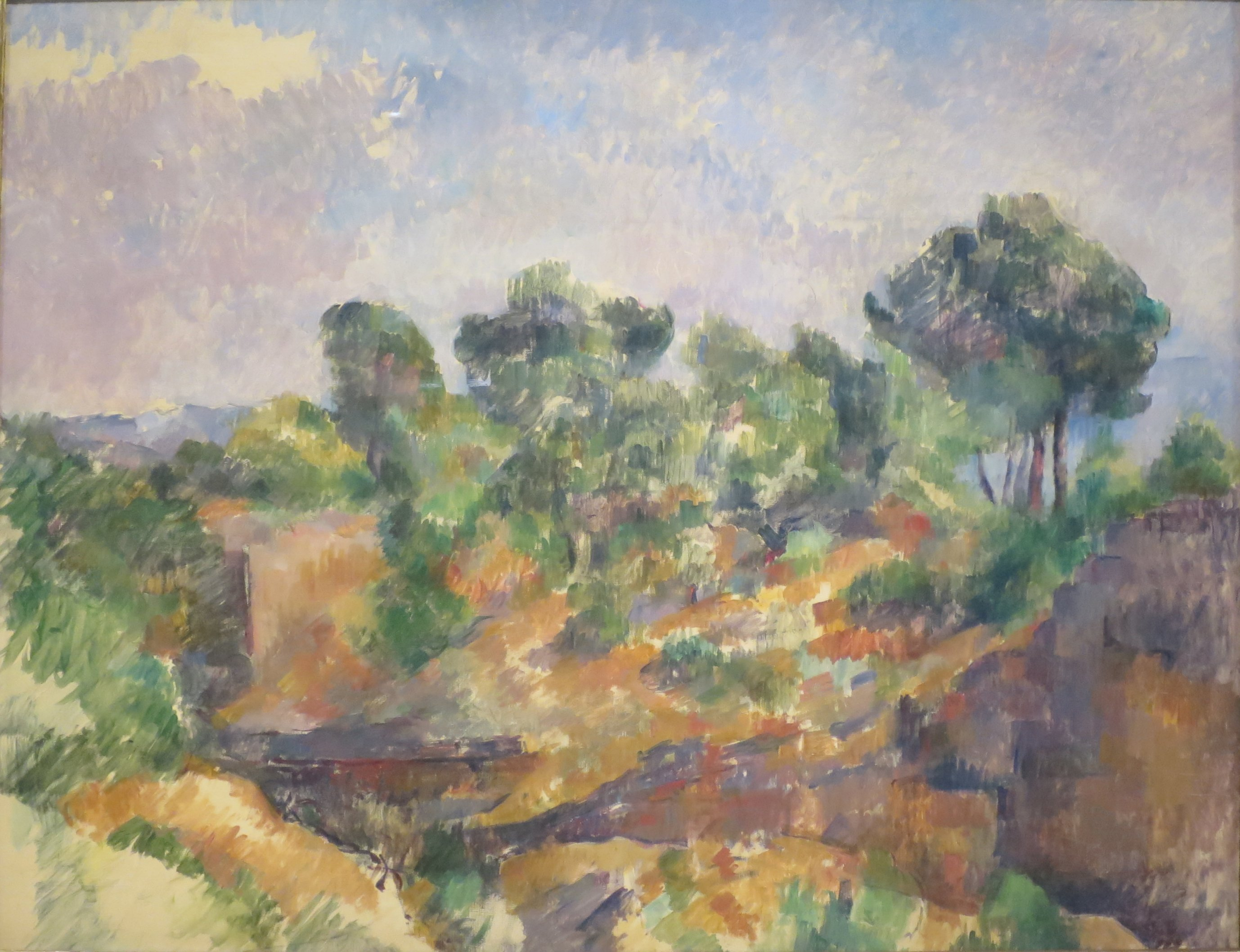
Musée Solomon R. Guggenheim de New York
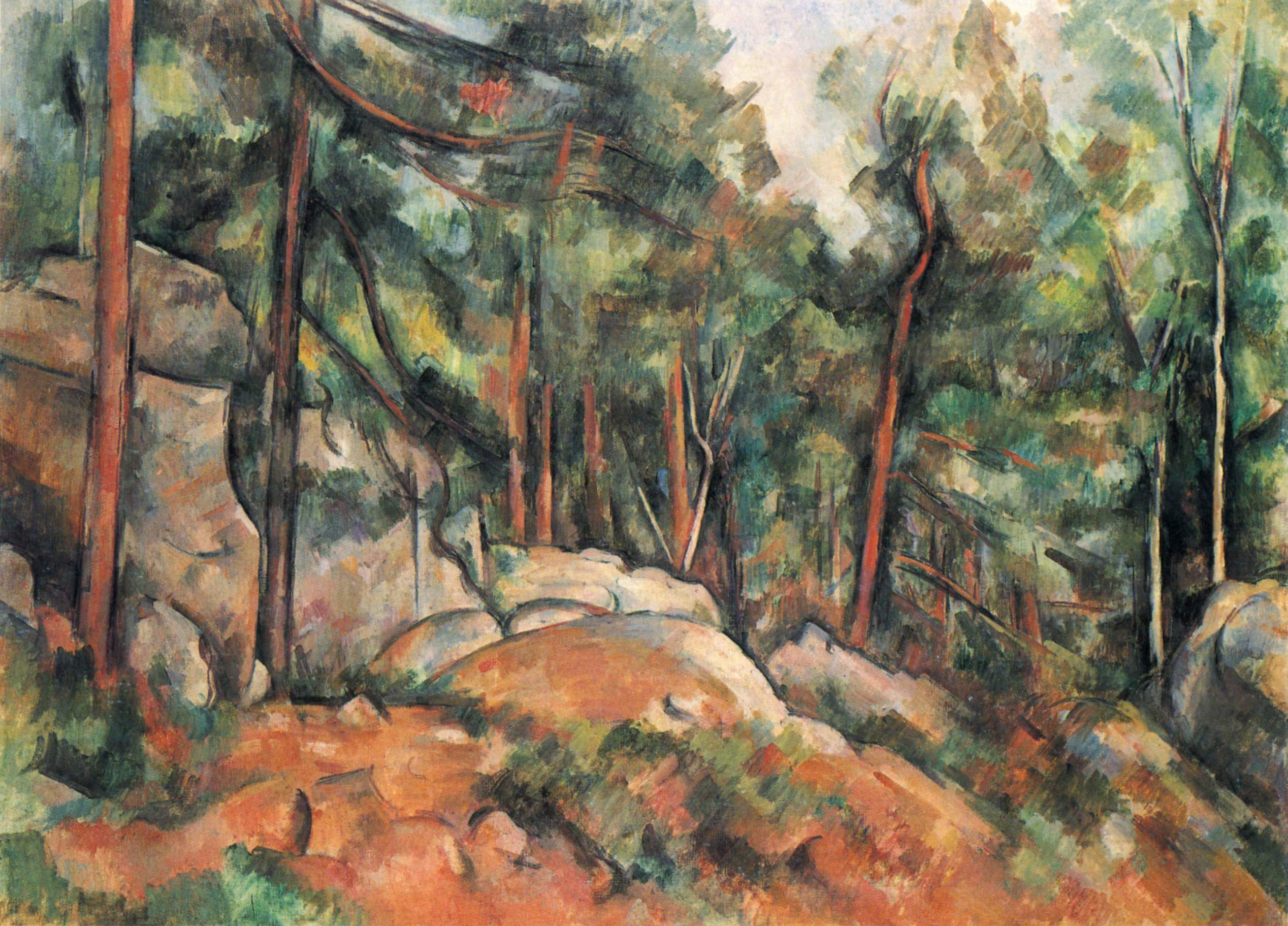
Musée des beaux-arts de San Francisco
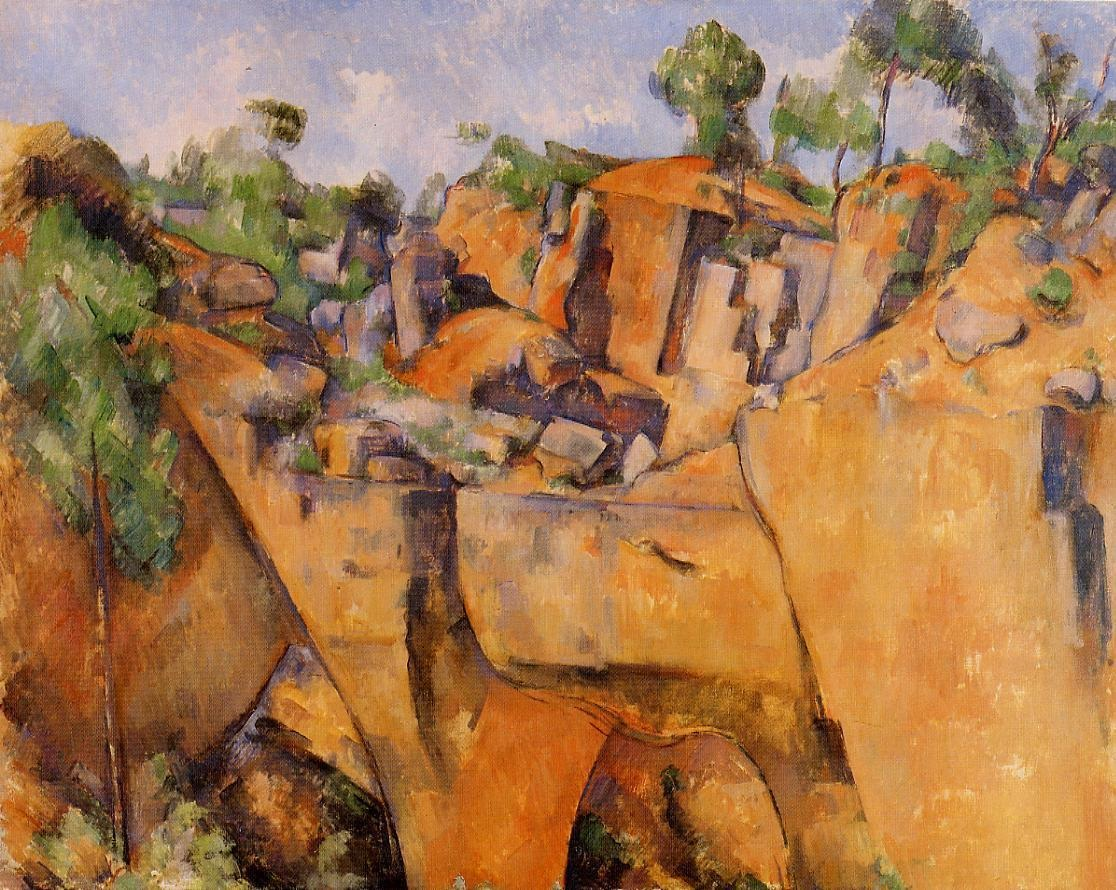
Musée Folkwang (Allemagne)
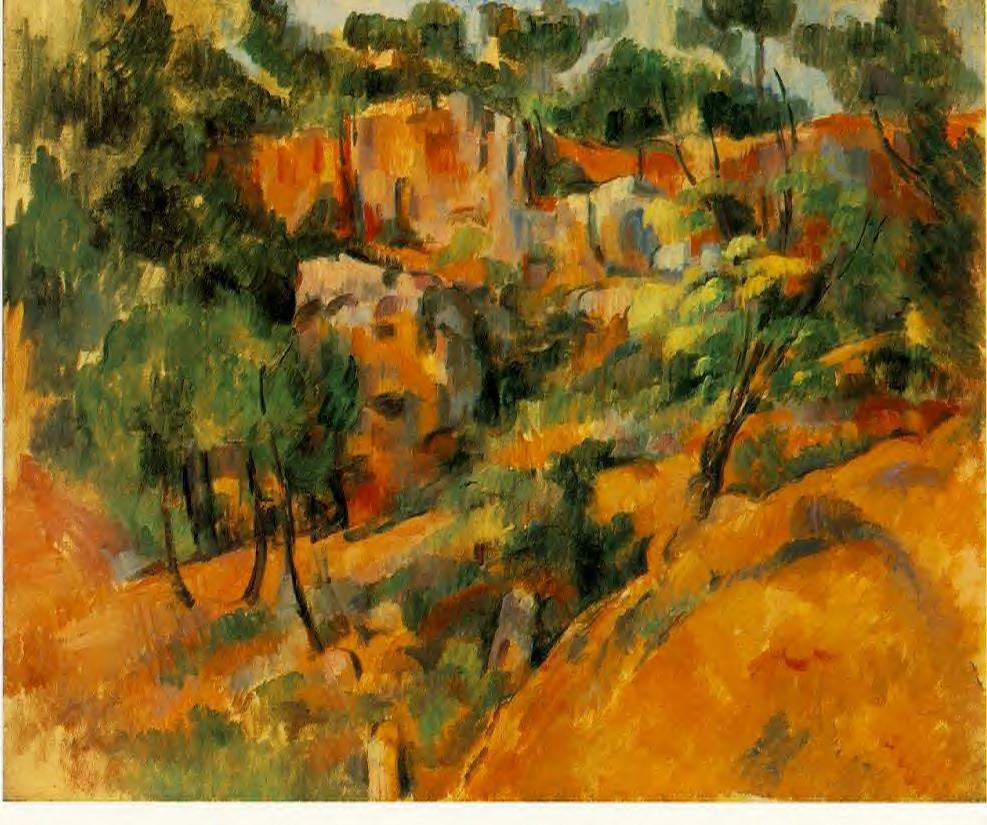
Fondation Barnes de Philadelphie
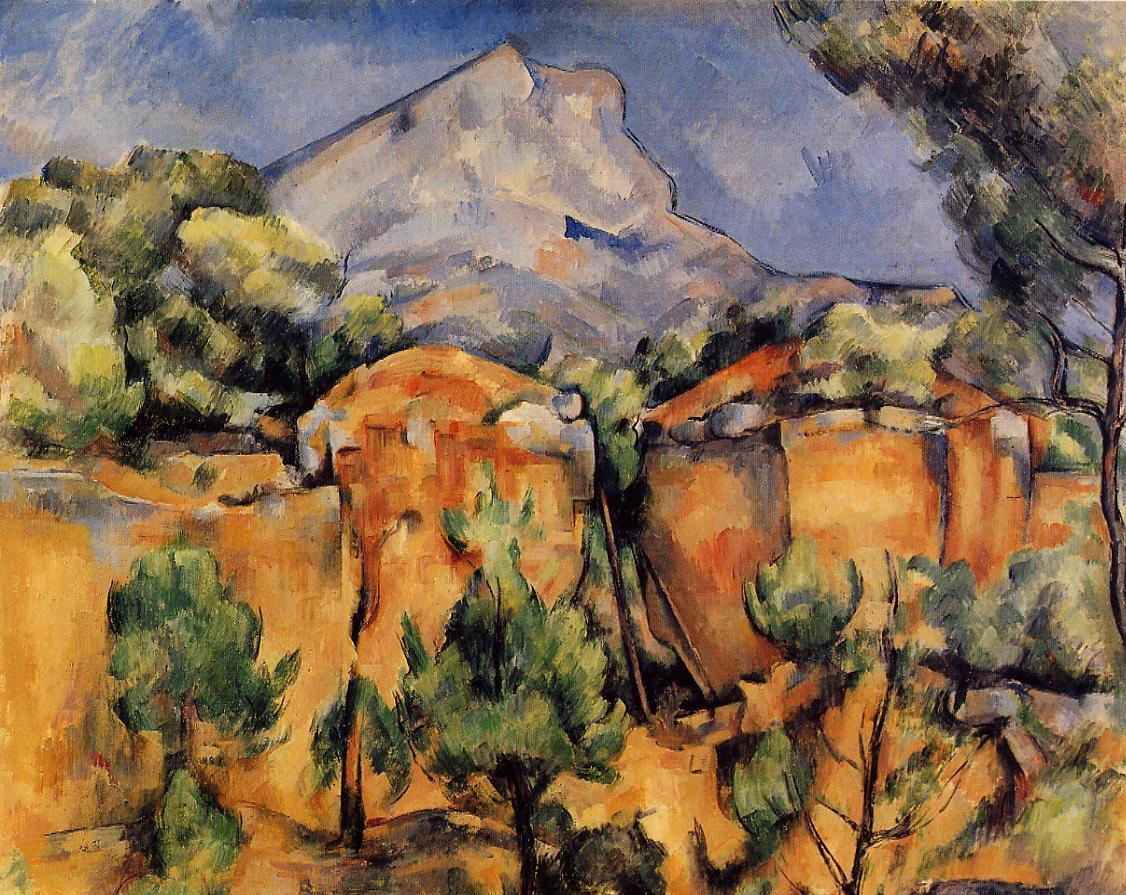
La Montagne Sainte-Victoire vue depuis les carrières de Bibémus, Musée d'art de Baltimore
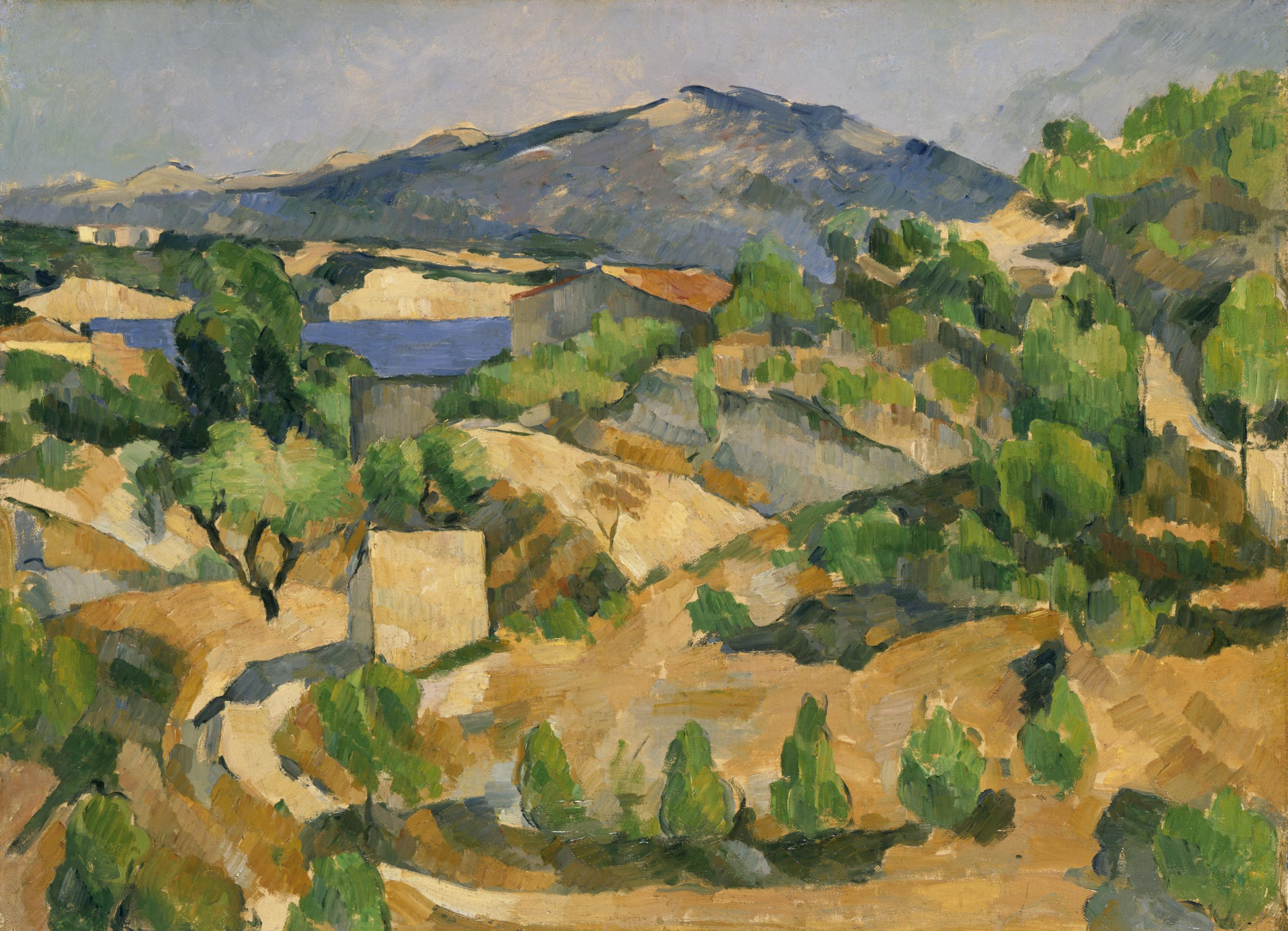
Barrage Zola voisin, musée national de Cardiff

À proximité du cabanon, on peut toujours voir une étude sculptée sur la pierre par le sculpteur aixois Philippe Solari, ami de Cézanne. Il existe un témoignage littéraire de ce moment : en août 1897, Cézanne écrit à Solari : « Mon cher Solari, dimanche, si tu es libre et si ça te fait plaisir, viens déjeuner au Tholonet, restaurant Berne. Si tu viens le matin, tu me trouveras vers huit heures auprès de la carrière où tu faisais une étude l’avant-dernière fois que tu vins. »
Cézanne a peint 11 huiles et 16 aquarelles inspirées des lieux, dont Le rocher rouge (Musée de l'Orangerie, Paris), deux Carrières de Bibémus (Fondation Barnes et collection Stephen Hahn, New York), « La carrière de Bibémus » (coll. part., Kansas City) et « La montagne Sainte-Victoire vue de Bibémus » (musée d’Art, Baltimore).
Karl Ernst Osthaus, le créateur du musée d’Essen, disait avoir entendu Cézanne évoquer la couleur particulière de la pierre de Bibémus. En montrant un de ses tableaux, il avait dit : « J’ai voulu rendre la perspective par la couleur. » C'est pour cette raison qu'Osthaus voulut absolument organiser l'exposition Cézanne de 1956 à Aix (plus particulièrement au Pavillon de Vendôme), parce qu'il « fallait voir ces tableaux à l’endroit où ils avaient été peints. »

### Site muséographique Cézanne
Le site des carrières de Bibémus a été acquis par la ville d'Aix-en-Provence en 1998 grâce au legs du peintre américain George Bunker qui avait demandé « qu’il n’y ait pas d’exploitation commerciale mais que ce lieu soit conservé comme parc public à la mémoire de Paul Cézanne. » Les carrières se situent dans une zone à fort risque d'incendie, au cœur d'un espace boisé. Pour cette raison, le lieu a été équipé en 2006 de quatre citernes, le stationnement des véhicules a été réglementé et des visites guidées ont été organisées. 
Les visites sont uniquement en français et sur réservation à l'office de tourisme d'Aix-en-Provence (aucune réservation pour ce site ne sera faite par téléphone). 